# Бейтар (Тель-Авів)
«Бейтар» (івр. מועדון כדורגל בית"ר תל אביב) — колишній ізраїльський футбольний клуб, що базувався в Тель-Авіві. У 2000 році він об'єднався з «Шимшоном», створивши клуб «Бейтар Шимшон».

## Історія
Клуб був заснований 1934 року як молодіжний, але незабаром почав змагатися у дорослій лізі. Одним із ініціаторів заснування команди був одесит Льоня Дворін, який у дворічному віці на кораблі «Руслан» з родиною переїхав до Палестини, а пізніше був капітаном «Бейтара». 
Перший справжній успіх до клубу прийшов у 1940 році, коли вони виграли фінал Кубка Британської Палестини, перемігши «Маккабі» (Тель-Авів) з рахунком 3:1 у фіналі. Через два роки вони виграли кубок знову, на цей раз обігравши у фіналі «Маккабі» з Хайфи (12:1).
Клуб знову пробився у фінал в 1947 році, суперником був «Маккабі» (Тель-Авів), але матч був зупинений за рахунку 3:2 через те, що вболівальники масово почали вибігати на поле. У підсумку «Маккабі» отримав технічну перемогу.
«Бейтар» (Тель-Авів) був одним з клубів-засновників ізраїльської ліги в 1949 році, зайнявши шосте місце з 13 у сезоні 1949/50. Ще до цього у сезоні 1944/45 «Бейтар» виграв свою групу в чемпіонаті Британської Палестини, але вирішальний фінальний матч проти чемпіона іншої групи «Хапоеля» (Тель-Авів) не відбувся. В результаті федерація визнала обидва клуби переможцями турніру.
В сезоні 1953/54 клуб зайняв друге місце знизу, але уникнув вильоту, оскільки вищий дивізіон був розширений до 14 команд. У наступному сезоні вони зайняли 5-е місце, з Нісімом Ельмалією, найкращим бомбардиром дивізіону, який забив 30 голів. Через рік, незважаючи на лише 7-ме місце з 12 в сезоні 1955/56 роках, у складі «Бейтара» два гравці отримали звання найкращих бомбардирів: Авраам Леві і Міхаел Міхаелов з 16 голами у кожного.
Сезон 1960/61 років клуб закінчив в нижній частині турнірної таблиці і був переведений до Ліги Алеф. Вони залишалися у другому дивізіоні до 1964 року, коли стали чемпіонами ліги і повернулись в еліту.
В сезоні 1964/65 «Бейтар» опинився на відстані однієї позиції від зони вильоту, але все ж вилетів з вищого дивізіону наступного розіграшу, зайнявши там останнє місце. Цього разу «Бейтар» у другому дивізіоні грав до 1969 року, після чого повернувся у вищий дивізіон як переможець Ліги Алеф.
«Бейтар» дістався до фіналу Кубка країни вчетверте в 1977 році, але програв з рахунком 1:0 «Маккабі» (Тель-Авів).
Після декількох років в середині таблиці, на початку 1980-х років «Бейтар» став класичним клубом-ліфтом. Понизившись у класі в 1980 році, клуб був підвищений в 1981 році, але вилетів на наступний сезон, а потім повернувся в 1983 році. Через два роки клуб вилетів ще раз, перш ніж остаточно закріпитися у вищому дивізіоні.
Сезон 1988/89 сезон був ще кращим для клубу у вищому дивізіоні (4-е місце), цей результат був поліпшений двома роками пізніше, коли було здобуто третє місце.
Сезон 1992/93 приніс черговий виліт, а наступний — негайне повернення.
Виліт з вищого дивізіону за підсумками сезону 1995/96 роках став для «Бейтара» остаточним. За підсумками сезону 1998/99 клуб вилетів в третій дивізіон, а в кінці сезону 1999/00 «Бейтар» об'єднали з іншими клубом Ліги Артцит — «Шимшоном» з Тель-Авіва. Новий клуб отримав назву «Бейтар Шимшон»

## Відомі гравці
- Жора Шпігель
- Моше Романо
- Андрій Лозовський
- Юрій Тарасов
- Ігор Петров

## Відомі тренери
- Мордехай Шпіглер (1980—1982)
- Іцхак Шум (1990–1991)
- Аві Коен (1992–1993)

## Досягнення
- Чемпіонат Ізраїлю:
  - Чемпіон (1): 1944–45
- Кубок Ізраїлю:
  - Володар (2): 1940, 1942
  - Фіналіст (2): 1947, 1977
- Кубок Тото (другий дивізіон):
  - Володар (2): 1993–94